# Nooit Volmaakt (molen)
Nooit Volmaakt is een korenmolen in de vestingstad Gorinchem, in de Nederlandse provincie Zuid-Holland. De molen stamt oorspronkelijk uit 1718, en werd gebouwd nadat zijn voorganger (een standerdmolen) in 1717 door storm was verwoest. De molen was destijds gebouwd als grondzeiler maar werd in 1764 vier meter verhoogd en omgebouwd tot stellingmolen. De molen werd vernieuwd in 1889 na een verwoestende brand. De huidige naam is afkomstig uit die periode: de molen werd hersteld met onderdelen van de oliemolen "Nooit Volmaakt".
De molen is in de Tweede Wereldoorlog gerestaureerd en voorzien van van Bussel stroomlijnwieken. Na de oorlog kwam de molen als snel buiten bedrijf. In 1956 kocht de Gemeente Gorinchem de molen. In de jaren zestig volgde opnieuw een opknapbeurt. Er werd een stadsmolenaar aangesteld die de beide walmolens regelmatig liet draaien. In 1995 was een grote restauratie nodig welke in 1997 werd afgerond. In augustus dat jaar werd de molen feestelijk geopend door Z.K.H. Prins Claus. Hierna kwam de molen weer in bedrijf tot 2009. Opnieuw moest er een flinke opknapbeurt plaatsvinden. 
In januari 2017 is de molen, evenals de 3 overige Gorkumse molens overgedragen aan molenstichting Simav. De molen is op dit moment weer op vrijwillige basis in bedrijf en voor bezichtiging toegankelijk op zaterdag en woensdag. Tevens is er de mogelijkheid dan om in de molen brood van eigen gemalen graan en ambachtelijke streekproducten te kopen.

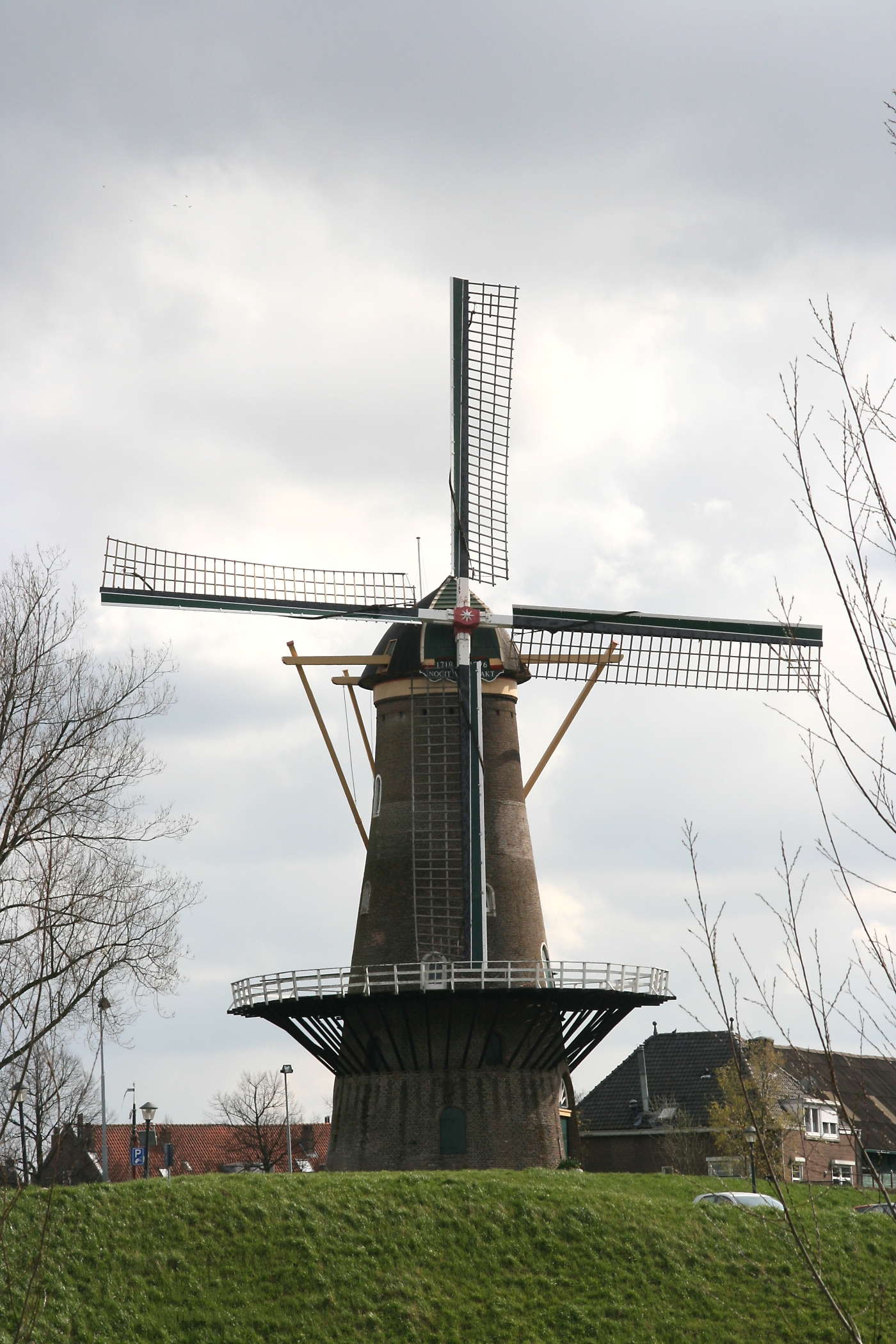
Nooit Volmaakt, gezien vanaf het Paardenwater
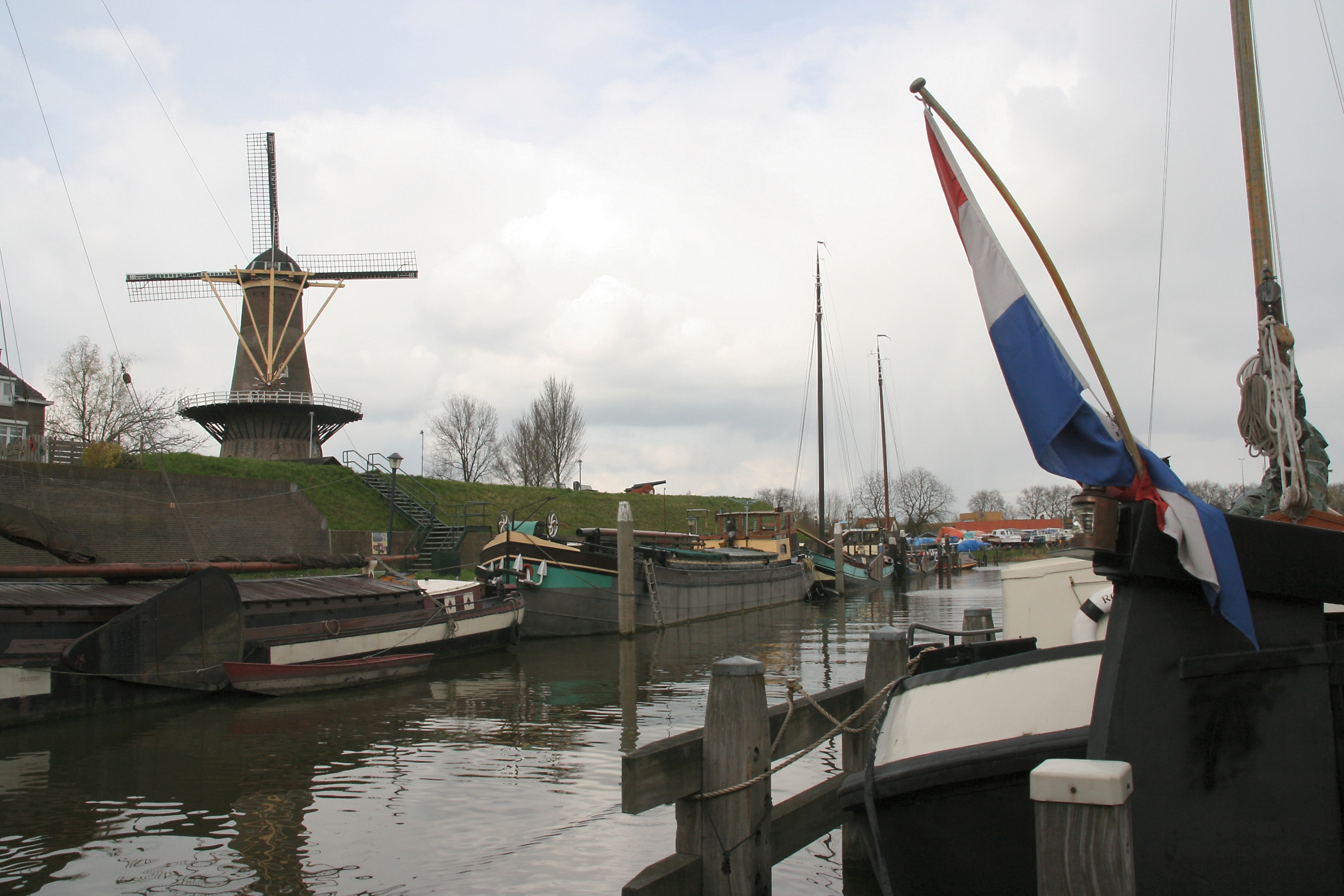
Nooit Volmaakt, gezien vanaf de Korenbrug
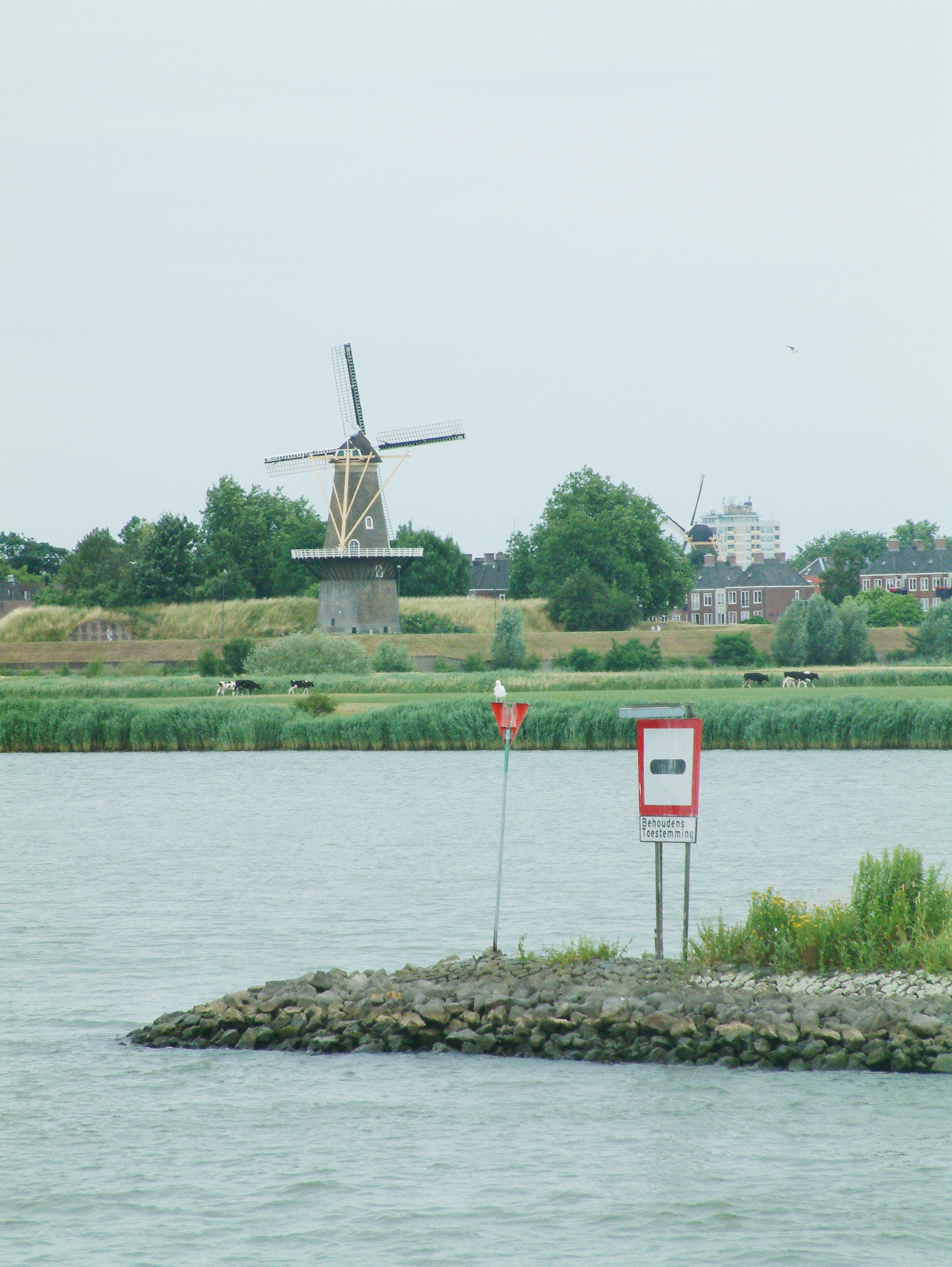
De Hoop en Nooit Volmaakt in één beeld vanaf de Merwede